# Voyelle mi-ouverte centrale arrondie
La voyelle mi-ouverte (ou moyenne inférieure) centrale arrondie est une voyelle utilisée dans certaines langues. Son symbole dans l'alphabet phonétique international est [ɞ], un epsilon réfléchi fermé, et son équivalent en symbole X-SAMPA est 3\.

## Symbole API
Le symbole API est un epsilon inversé fermé, déjà utilisé par David Abercrombie (en) en 1967 pour cette voyelle, a été proposé en 1990 et accepté par l’Association phonétique internationale en 1993. La voyelle mi-ouverte centrale arrondie a aussi été représentée par le symbole ‹ ɵ- › ou ‹ ɔ̈ ›. À la suite d'une erreur typographique ou de conception, les tableaux API ont été publiés en 1993 avec un dessin basé sur un epsilon fermé non inversé ‹ ʚ ›, qui a également été codé comme caractère dans Unicode, alors que c'est la forme ‹ ɞ › qui est correcte. Cette forme est corrigée dans les tableaux API de 1996.

## Caractéristiques
- Son degré d'aperture est mi-ouvert, ce qui signifie que la langue est positionnée aux deux-tiers du chemin entre une voyelle ouverte et une voyelle moyenne.
- Son point d'articulation est central, ce qui signifie que la langue est placée au milieu de la bouche, à mi-chemin entre une voyelle postérieure et une voyelle antérieure.
- Son caractère de rondeur est arrondi, ce qui signifie que les lèvres sont arrondies.

## Langues
- Anglais d’Irlande[4] : but [bɞt] « mais » (correspond au [ʌ] dans les autres parlers anglais)